# Йохан Кристоф I фон Дегенфелд
Йохан (Ханс) Кристоф I фон Дегенфелд (на немски: Johann Christoph I. von Degenfeld; Hans Christoph von Degenfeld; * 1 ноември 1563 в Гьопинген; † 7 август или 9 август 1613 в Бад Петерщал) е благородник от род Дегенфелд, собственик в Ерщет (днес в Зинсхайм) и Ойленхоф (днес в Зинсхайм), господар на дворец Нойхауз и Ойленхоф, съ-господар на Хоен-Айбах и на Дюрнау в Баден-Вюртемберг. Той купува 1608 г. освен това имение във Вайбщат. Той основава линията Дегенфелд-Нойхауз, която измира по мъжка линия през 1921 г.
Той е син на Кристоф I фон Дегенфелд (1535 – 1604), главен фогт в Гьопинген, дворцов майстер във Вюртемберг, и съпругата му Барбара фон Щамхайм, дъщеря на Райнхардт фон Щамхайм (1509 – 1546) и Маргарета Ламб (Лауб) фон Вайтерсхаузен († 1549). Внук е на Мартин II фон Дегенфелд (1500/1501 – 1557), главен фогт в Гьопинген, и Урсула фон Блининген (Плининген) (ок. 1510 – 1570). Правнук е на Вилхелм фон Дегенфелд (1470 – 1495/1533) и Гертруд/Гертрауд фон Нойхаузен а.д.Х Хофен († 1527). Потомък е на Конрад I фон Дегенфелд (* 1230), който построява през 1257 г. замъка Дегенфелд близо до Вайенщайн.
Брат е на Конрад фон Дегенфелд († 1600/1610), ръководи линията на фамилията в Айбах, женен 1589 г. за Маргарета фон Цюлшарт († 1608). Сестра му Анна († 1590) е абатеса на женския манастир Оберстенфелд. Сестра му Маргарета Анна фон Дегенфелд († 12 юни 1642) е омъжена на 18 юни 1604 г. за Вилхелм (V) Аделман фон Аделмансфелден (1581 – 1633).
Йохан Кристоф е от 1587 до 1589 г. в двора на Вюртемберг и след това не получава други дворцови служби. През 1596/1597 г. той сменя стария замък с днешния дворец Нойхауз и се нанася там.
Йохан Кристоф I фон Дегенфелд се разболява тежко и умира 1613 г. в санаториума в Ст. Петерщал. Той е погребан в дворцовата църква в Нойхауз. Неговият и на съпругата му епитафи са запазени в дворцовата църква. Син му е малолетен и получава опекуни Якоб Еберхард фон Райшах цу Нусдорф и Йохан Филип фон Хелмщат.

## Фамилия
Йохан Кристоф I фон Дегенфелд се жени 1589 г. за Барбара фон Райшах, вдовица на Йохан Волф фон Щамхайм († 1588), който е последният мъжки наследник на господарите фон Щамхайм и брат на майката на Йохан Кристоф; тя значи е през първия ѝ брак леля на бъдещия ѝ съпруг. Те имат три деца:
- Кристоф Якоб фон Дегенфелд (* ок. 1596; † 11 ноември 1646 в дворец Нойхауз в Ерщет), фрайхер 1625 г., женен I. 1619 г. за Анна Маргарета фон Хелмщат († 1631), II. 1632 г. за фрайин Барбара фон Хорнек († 1652)
- Мария Елизабет (* сл. 1590)
- Анастасия фон Дегенфелд († 1626/1630), омъжена I. на 29 септември 1612 г. за Ханс Вилхелм фон Геминген (1573 – 1615), II. 1616 г. за далечния роднина Дитрих фон Геминген (1584 – 1659)